# Libay Károly Lajos
Libay Károly Lajos (Besztercebánya, 1816. május 13. – Bécs, 1888. január 16.) magyar festő.

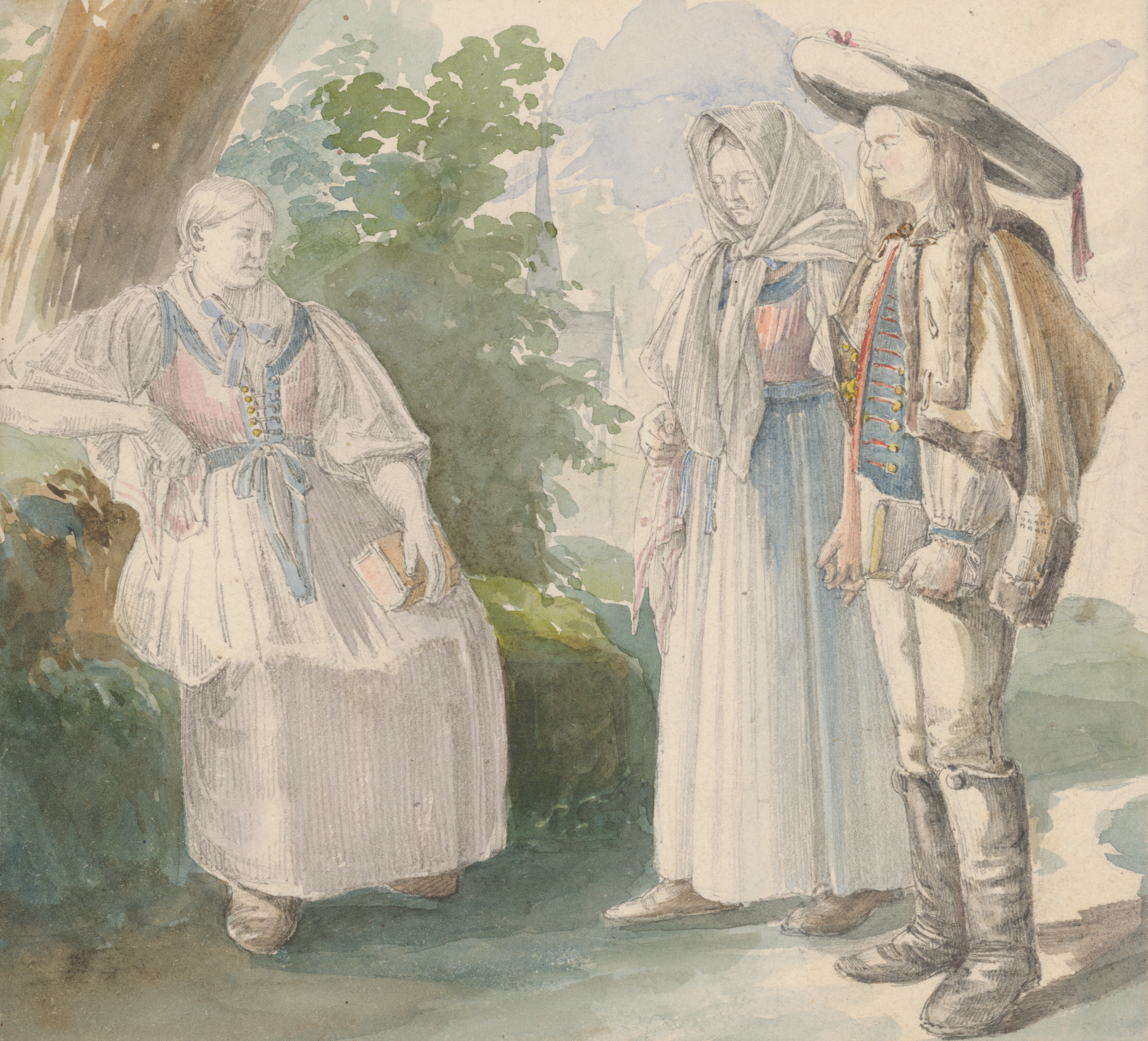
A templom felé vezető úton (1839)

## Élete
Libay Sámuel ötvös fia. Édesapja műhelyében tanulta meg az ötvösmesterséget, majd 1835-ben került a bécsi Akadémiára. Itt kezdett finom részletekig kidolgozott tájképeket és vedutákat festeni. Képeit 1840-től Pesten kiállította. Több alkalommal is dolgozott a Felvidéken illetve a Balatonnál. Az 1840-es évek végétől kezdve rendszeresen Bad Ischlben nyaralt. 1849-ben Münchenbe utazott, később pedig Nürnbergbe ment. Élete során megfordult Egyiptomban és a Szentföldön is. Akvarelltanulmányaiból kiadott albumai nagy népszerűségnek örvendtek. Kiállítási díjkat nyert többek közt Londonban, Drezdában, Weimarban. A Magyar Nemzeti Galéria őrzi Parasztudvar című képét számos akvarelljével együtt, de egyéb európai múzeumokban is megtalálhatóak egyes művei.